# 若気ガイタル
『若気ガイタル』（わかげがいたる）は、新しい学校のリーダーズのオリジナル・アルバム。2019年3月6日にリリース。

## 解説
前作に続きH ZETT Mプロデュースによる新しい学校のリーダーズの2ndアルバム。シングル曲「狼の詩」、配信シングル「迷えば尊し」を収録。先行配信としてアーバンギャルドの松永天馬が作詞に起用された「恋ゲバ」が2月6日より配信された。
今作はH ZETT Mが全楽曲の作曲を担っている。シングル「狼の詩」収録の2曲と同様に、阿久悠が生前に残した未発表の詞が新たに1曲採用された他、新鋭シンガーの崎山蒼志が起用された。

## 収録曲
1. 「試験前夜」
2. 「迷えば尊し」
3. 「まさ毛カンナヴァーロ」
「まさ毛」とは「まさかこんな所に毛が」の略で、ムダ毛処理について歌った楽曲。
4. 「恋ゲバ」
5. 「雨夜の接吻」
MIZYUのソロ楽曲。
6. 「ストリッパーに栄光を」
7. 「狼の詩」
8. 「チラチラチラミー ～試験当日～」
MIZYUのメインボーカルに他の3人が合いの手を入れる楽曲。
副題にある通り『試験前夜』の続編的な内容である。
9. 「透明ボーイ」
詞のテーマは「転校」。メンバーそれぞれが詞を書き、1番出来の良かったRINの詞が採用された[3]。
SUZUKAとRINのツインボーカル。
10. 「楽園にて、わたし地獄」
詞のテーマは「乗り物酔い」[3]。
MIZYUとKANONのツインボーカル。
11. 「知りたい」

## 収録内容

### Disc 1 / CD
| 全作曲・編曲: H ZETT M。 |                                   |                        |            |      |
| #                        | タイトル                          | 作詞                   | 作曲・編曲 | 時間 |
| 1.                       | 「試験前夜」                      | 新しい学校のリーダー達 | H ZETT M   | 4:18 |
| 2.                       | 「迷えば尊し」                    | 新しい学校のリーダー達 | H ZETT M   | 4:21 |
| 3.                       | 「まさ毛カンナヴァーロ」          | 新しい学校のリーダー達 | H ZETT M   | 3:53 |
| 4.                       | 「恋ゲバ」                        | 松永天馬               | H ZETT M   | 4:13 |
| 5.                       | 「雨夜の接吻」                    | 阿久悠                 | H ZETT M   | 4:11 |
| 6.                       | 「ストリッパーに栄光を」          | 阿久悠                 | H ZETT M   | 4:42 |
| 7.                       | 「狼の詩」                        | 阿久悠                 | H ZETT M   | 3:47 |
| 8.                       | 「チラチラチラミー ～試験当日～」 | 新しい学校のリーダーズ | H ZETT M   | 3:55 |
| 9.                       | 「透明ボーイ」                    | RIN                    | H ZETT M   | 4:24 |
| 10.                      | 「楽園にて、わたし地獄」          | 崎山蒼志               | H ZETT M   | 4:38 |
| 11.                      | 「知りたい」                      | 鈴木晋太郎             | H ZETT M   | 3:35 |
| 合計時間:                | 合計時間:                         | 合計時間:              | 45:57      |      |

### Disc 2 / DVD
| #         | タイトル                                   | 作詞  | 作曲・編曲 | 時間 |
| --------- | ------------------------------------------ | ----- | ---------- | ---- |
| 1.        | 「毒花」(Music Video)                      |       |            | 4:08 |
| 2.        | 「キミワイナ'17」(Music Video)             |       |            | 4:28 |
| 3.        | 「恋の遮断機 feat.H ZETTRIO」(Music Video) |       |            | 4:18 |
| 4.        | 「最終人類」(Music Video)                  |       |            | 4:22 |
| 5.        | 「狼の詩」(Music Video)                    |       |            | 4:27 |
| 6.        | 「迷えば尊し」(Music Video)                |       |            | 4:31 |
| 7.        | 「恋ゲバ」(Music Video)                    |       |            | 4:20 |
| 合計時間: | 合計時間:                                  | 30:34 |            |      |